# Carlo Holse
Carlo Holse (Koppenhága, 1999. június 2. –) dán korosztályos válogatott labdarúgó, a török Samsunspor jobbszélsője.

## Pályafutása

### Klubcsapatokban
Carlo Holse a junior pályafutását a koppenhágai Boldklubben klubjában kezdte el. 2015-ben a København junior csapatához csatlakozott. 
Holse 2017-ben mutatkozott be a København felnőtt csapatában. Először a 2017. szeptember 23-ai Silkeborg elleni meccsen lépett pályára. A 2018–2019-es szezonban egy fél évet a szintén dán első osztályban szereplő Esbjergnél játszott. 2020-ban négy éves szerződést írt alá a norvég Rosenborg klubjával.

### A válogatottban
Holse 2019 és 2021 között tagja volt a dán U21-es válogatottnak, ahol összesen 18 mérkőzésen lépett pályára. 
2020 novemberében Kasper Hjulmand a dán labdarúgó-válogatott szövetségi kapitánya meghívta a svéd-dán barátságos mérkőzésre, de Holse a kispadon maradt a mérkőzés alatt. 

## Statisztikák
2023. április 23. szerint
| Klub                    | Szezon   | Osztály          | Bajnokság | Bajnokság | Kupa  | Kupa | Nemzetközi | Nemzetközi | Összesen | Összesen |
| Klub                    | Szezon   | Osztály          | Meccs     | Gól       | Meccs | Gól  | Meccs      | Gól        | Meccs    | Gól      |
| ----------------------- | -------- | ---------------- | --------- | --------- | ----- | ---- | ---------- | ---------- | -------- | -------- |
| København               | 2017–18  | Danish Superliga | 8         | 0         | 0     | 0    | 2          | 0          | 10       | 0        |
| København               | 2018–19  | Danish Superliga | 10        | 1         | 1     | 0    | 5          | 1          | 16       | 2        |
| København               | 2019–20  | Danish Superliga | 9         | 0         | 0     | 0    | 7          | 0          | 16       | 0        |
| København               | Összesen | Összesen         | 27        | 1         | 1     | 0    | 14         | 1          | 42       | 2        |
| Esbjerg fB (kölcsönben) | 2018–19  | Danish Superliga | 14        | 3         | 1     | 0    | —          | —          | 15       | 3        |
| Rosenborg               | 2020     | Eliteserien      | 30        | 5         | 0     | 0    | 4          | 1          | 34       | 6        |
| Rosenborg               | 2021     | Eliteserien      | 29        | 7         | 2     | 1    | 6          | 1          | 37       | 9        |
| Rosenborg               | 2022     | Eliteserien      | 28        | 3         | 2     | 2    | 0          | 0          | 30       | 5        |
| Rosenborg               | 2023     | Eliteserien      | 3         | 1         | 0     | 0    | 0          | 0          | 3        | 1        |
| Rosenborg               | Összesen | Összesen         | 90        | 16        | 4     | 3    | 10         | 2          | 104      | 21       |
| Összesen                | Összesen | Összesen         | 131       | 20        | 6     | 3    | 24         | 3          | 161      | 26       |